# Chiesa di San Nicolò di Bari (Riccò del Golfo di Spezia, Carpena)
La chiesa di San Nicolò di Bari è un luogo di culto cattolico situato nella frazione di Carpena nel comune di Riccò del Golfo di Spezia, in provincia della Spezia. La chiesa è sede della parrocchia omonima del vicariato della Bassa Val di Vara della diocesi della Spezia-Sarzana-Brugnato.

## Storia
La chiesa di San Nicolò è citata in un testo della seconda metà del XV secolo tra quelle sottoposte alla Plebs de Marnasco. Un tempo il borgo di Carpena dipendeva dalla chiesa di San Martino Vecchio assieme alle comunità di Biassa e Riomaggiore, staccandosi da essa in epoca imprecisata ed erigendo l'attuale chiesa intorno al 1760 al posto della chiesa preesistente, probabilmente quella del locale castello.
Dipendono dalla parrocchia i borghi di Codeglia e di Castè, ove è sito l'oratorio dell'Immacolata, edificato alla fine del Settecento.

## Descrizione
La chiesa, composta da una navata principale e una pseudo-navata a sinistra sorretta da tre colonne in arenaria, presenta una decorazione interna barocca e conserva un organo del Cavalli del 1770, un olio su tela raffigurante l'Assunta del 1928 opera di Antonio Parisini completo dei nomi dei donatori e il fonte battesimale del 1857.
Affiancano la chiesa la canonica e la torre campanaria, probabilmente ricavata da un'originale torre dell'antico castello.